# Арцимович Адам Антонович
Адам Антонович Арцимович (1829–1893) — самарський губернатор, попечитель Одеської учбової округи.

## Походження
Народився 28 грудня 1829 року у місті Білосток.
Католицького віросповідання. Батько — Антон Федорович Арцимович (1789—1857), служив учителем, з 1814 року з судової справи, дослужився до чину дійсного статського радника, що давав спадкове дворянство; член ради міністра Державних майна; мав ступінь доктора філософії (за іншими даними звання професора математики і астрономії) Віленського університету. Мати — Єфросинія Антонівна, до шлюбу Врубель — сестра генерала М. А. Врубеля (дід художника М. О. Врубеля).
У сім'ї було шестеро дітей. Крім Адама: Флора (15.09.1818—10.02.1892); Віктор (19.04.1820—02.03.1893); Пелагея (08.08.1822—03.02.1863), одружена з А. К. Красовським; Анна (20.10.1826 — ??. 02.1902]), одружена з К. С. Арциховським; Антон (26.05.1832-16.10.1910), сенатор.

## Біографія
Закінчив Білостоцьку гімназію та Імператорська училище правознавства (1849). Почав службу в чині титулярного радника 18 травня 1849 року в першому департаменті Сенату.
З 1857 року служив чиновником при оренбурзькому і самарському генерал-губернаторах; був управителем канцелярії. На цій посаді Арцимович проявив чудові адміністративні здібності у справі підготовки по звільненню селян від кріпацтва. Брав участь у ревізії Західного Сибіру.
Після цього працював чиновником з особливих доручень при оренбурзькому та самарському генерал-губернаторах. 25 березня 1860 він був призначений тимчасово виконувати обов'язки самарського губернатора; 16 травня приїхав з Оренбурга до Самари, але займати пост губернатора офіційно не мав права, тому що мав чин статського радника. 3 червня 1860 був підвищений до звання дійсного статського радника і з 1 січня 1861 року його було призначено самарським губернатором (указ про його назначення на посаду був виданий 05.01.1861). Офіційно на посаду він був затверджений міністром внутрішніх справ С. С. Ланським 4 серпня 1861 року. Перебував на цій посаді до 23 травня 1862 року. Йому довелося починати впроваджувати реформи Олександра II у Самарській губернії.
За губернаторства Арцимовича почалося формування у заволзьких степах Самарської губернії району товарного землеробства, що дозволило забезпечити колосальне зростання самої Самари — з 1861 по 1897 рік чисельність жителів самари збільшилась на 226,1 %. Були відкриті телеграфна контора (24.10.1860) і міський громадський банк (14.03.1861). У 1861 році був побудований новий Кафедральний собор в ім'я Покрова Пресвятої Богородиці.

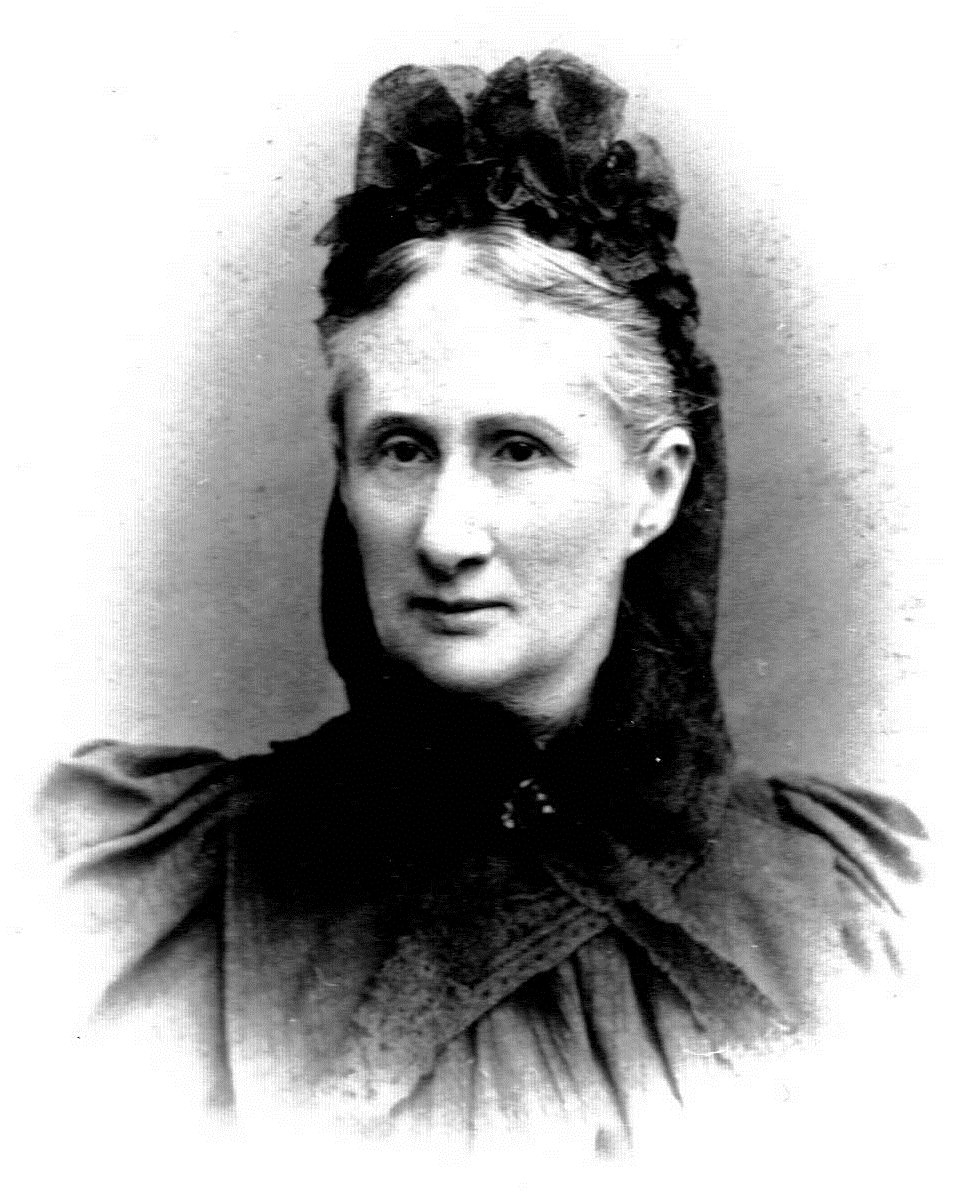
Емілія Кожуховська (дружина)

17 квітня 1862 року Арцимовича перевели на посаду попечителя Одеської учбової округи. У 1862 році він отримав орден Св. Володимира 3-го ступеня; у 1864 році був нагороджений орденом Св. Станіслава 1-го ступеня.
Помер 15 січня 1893 року в Одесі.

## Сім'я
Дружина — Емілія Кожуховська. Їх діти:
- Марія (02.12.1872—17.08.1942), була одружена з Валентином Олександровичем Тернавцевим
- Людвіг (1898—1957)
- Михайло